# Stephen Colbert
Pour les articles homonymes, voir Colbert.
Cet article concerne l'acteur. Pour le personnage qu'il interprète, voir Stephen Colbert (personnage).
 (janvier 2023).
Stephen Colbert /ˈstiːvən ˈkoʊlbəɹt/ est un animateur de télévision, humoriste et satiriste politique américain, né le 13 mai 1964 à Washington, D.C.. Pendant neuf ans, il anime The Colbert Report, une parodie de journal télévisé ciblant de manière détournée la droite américaine, et présente depuis 2015 The Late Show, remplaçant David Letterman sur le réseau CBS.
Le grand public le découvre en 1997 dans un rôle de faux envoyé spécial du Daily Show présenté par Jon Stewart et diffusé sur Comedy Central. The Colbert Report, créé en 2005, est une série dérivée du Daily Show qui devient rapidement l'une des émissions les plus regardées de Comedy Central et permet à Colbert de remporter quatre Emmy Awards, ainsi que d'être invité à animer le gala annuel des correspondants de la Maison-Blanche en 2006, en présence du président George W. Bush.
Sous les traits du personnage Stephen Colbert, « un crétin arrogant, bien intentionné mais mal informé », le véritable Colbert parodie les émissions politiquement orientées à droite de la chaîne conservatrice Fox News, comme The O'Reilly Factor ou Hannity. Il critique également régulièrement les politiciens démocrates et républicains et s'est présenté aux primaires de Caroline du Sud pour les élections présidentielles de 2008 et de 2012. En 2006 et 2012, Colbert est nommé l'une des cent personnes les plus influentes au monde par le magazine Time. Il est l'auteur de plusieurs livres, dont I Am America (And So Can You!), numéro un de la liste des best-sellers du New York Times en 2007.

## Biographie

### Jeunesse

La signature de Stephen Colbert.

Stephen Tyrone Colbert est le benjamin d'une fratrie de onze enfants,,. Il est né à Washington, mais grandit à Charleston, en Caroline du Sud. Sa famille est de confession catholique et d'origine irlandaise : ses ancêtres ont émigré aux États-Unis pour fuir la Grande famine du XIXe siècle,.
Son père, le docteur James William Colbert Jr., est vice-président chargé des affaires académiques de l'université de médecine de Caroline du Sud (Medical University of South Carolina) et sa mère, Lorna, est femme au foyer. Colbert décrit ses parents comme de fervents croyants accordant une grande importance aux valeurs intellectuelles, enseignant à leurs enfants qu'il est possible de remettre en question les principes de l'Église sans renier sa foi. Dès son plus jeune âge, Colbert s'efforce de perdre son accent du Sud, influencé par les stéréotypes négatifs qui entourent les habitants du Sud des États-Unis : il remarque que la télévision les dépeint couramment comme moins intelligents que la moyenne, et il apprend à imiter l'accent (en:General American) des présentateurs de télévision,.
Colbert plaisante souvent sur ses origines européennes, en prétendant que son nom est d'origine française,. Au sein de sa famille, il est prononcé « Col-burt » (/ˈkoʊlbərt/), mais son père favorise la prononciation « Col-bère » (/koʊlˈbɛər/), et n'accepte « Col-burt » qu'en souvenir de son propre père. Pour cette raison, James Colbert laisse ses enfants prononcer leur nom de famille comme bon leur semble. À son entrée à l'université Northwestern, Stephen adopte la prononciation « Col-bère », saisissant l'occasion de se réinventer dans un endroit où personne ne le connaît. En revanche, son frère Ed, devenu avocat de la propriété intellectuelle, continue à prononcer son nom « Col-burt », ce dont Stephen s'amuse lors du passage de son frère sur le plateau du Colbert Report le 12 février 2009.
Le 11 septembre 1974, Stephen Colbert perd son père et deux de ses frères dans le crash du Eastern Air Lines Flight 212 à Charlotte, en Caroline du Nord,. Sa mère déménage alors dans le centre-ville de Charleston, dans le quartier d'East Bay Street. Le jeune Stephen a du mal à s'adapter à ces changements et à se faire des amis dans son nouveau quartier ; il se décrit par la suite comme détaché des préoccupations habituelles des enfants de son âge,,. Il se prend de passion pour la littérature de science-fiction et de fantasy, en particulier l'œuvre de J. R. R. Tolkien, dont il reste un grand fan. L'adolescence le voit s'adonner avec ferveur aux jeux de rôles, notamment Donjons et Dragons,, un passe-temps dont il estime qu'il l'a introduit à l'art de la comédie et de l'improvisation.
Colbert étudie à l'Episcopal Porter-Gaud School, où il participe à plusieurs pièces de théâtre et rédige des articles pour le journal de l'école, mais, à l'en croire, les études ne le passionnent guère,. Son désir d'étudier la biologie marine est réduit à néant lorsqu'une intervention chirurgicale visant à réparer une perforation sévère du tympan endommage gravement son oreille interne, l'écartant de toute carrière impliquant de la plongée sous-marine et le laissant sourd de l'oreille droite,. Il hésite longtemps à s'inscrire à l'université, se décide au dernier moment et entre au Hampden–Sydney College (en) de Virginie, où s'est inscrit un de ses amis. Là, il continue à faire du théâtre tout en suivant des cours de philosophie,. Bien que le théâtre ne soit guère populaire à Hampden-Sydney, Colbert se passionne de plus en plus pour cet art. Après deux années d'étude et une maîtrise en théâtre, il est transféré à l'université Northwestern dans l'Illinois pour étudier l'interprétation, encouragé par l'amour de la scène qui se manifeste même quand personne n'est là pour le voir jouer.

### Débuts dans la comédie

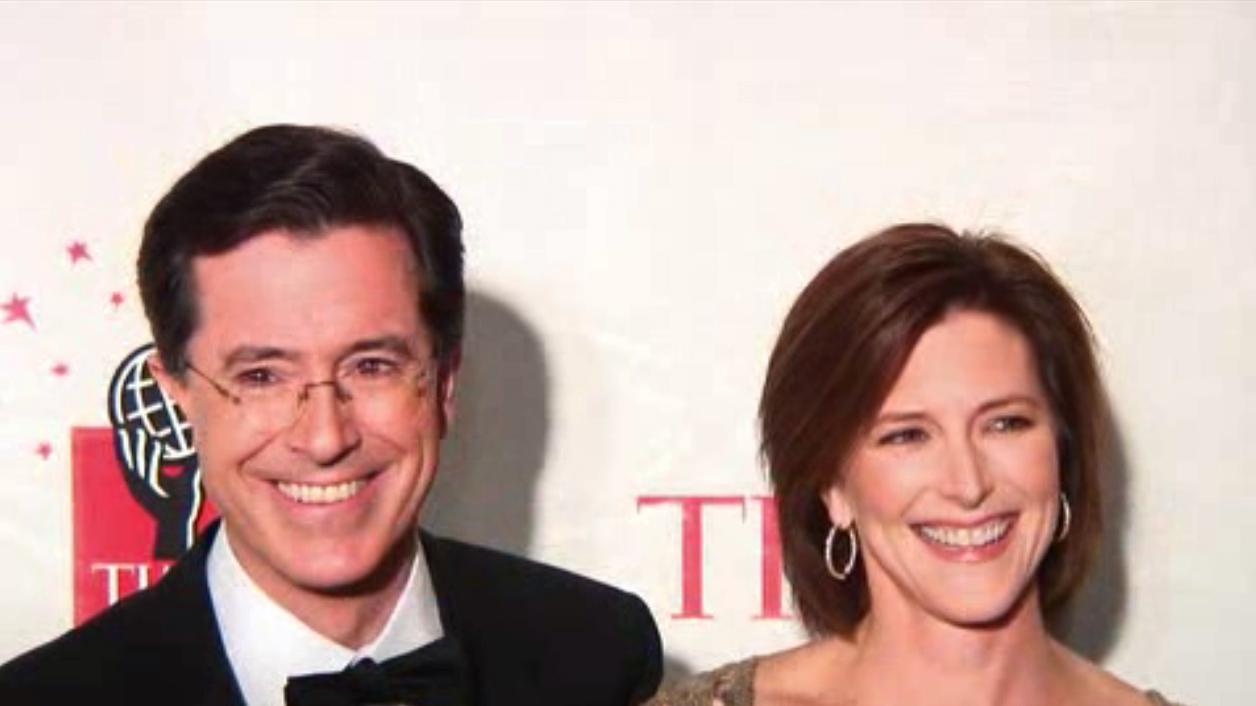
Stephen Colbert et sa femme au Time 100 des personnes les plus influentes de l'année 2006 du Time Magazine.

À Northwestern, Stephen Colbert commence par prendre des cours d'art dramatique pour devenir acteur ; il joue la plupart du temps des pièces expérimentales et s'intéresse peu à la comédie. Il se tourne rapidement vers l'improvisation et intègre le groupe d'« impro » No Fun Mud Piranhas puis l'Annoyance Theater de Chicago dans le cadre des épreuves d'improvisation de l'« ImprovOlympic » fondé par le producteur Del Close. À l'époque, le projet était plus basé sur la compétition et une forme d'improvisation longue que sur le type d'improvisation utilisé dans les comédies. Colbert explique qu'« [il] n'allait pas jouer avec The Second City [l'autre troupe d'improvisation de Chicago] : les gens d'Annoyance regardaient de haut ceux de Second City, parce qu'ils trouvaient que ce qu'ils faisaient n'était pas de la « pure impro » – il y avait quelque chose de mystique et de snob chez les gens d'Annoyance. ».
Colbert obtient son diplôme en 1986. Un ami employé au guichet du théâtre de Second City lui propose d'y travailler comme standardiste et vendeur à la boutique de souvenirs. Colbert accepte et découvre que les employés du théâtre sont autorisés à assister aux cours gratuitement. Malgré ses réticences, il s'inscrit aux cours d'improvisation. Il est engagé peu après en tant qu'acteur par la troupe en tournée de The Second City, au départ comme doublure de Steve Carell. C'est à cette occasion qu'il rencontre Amy Sedaris et Paul Dinello (en), avec qui il collabora souvent au cours de sa carrière, bien que les premiers temps de leurs relations aient été difficiles, du fait de leurs parcours respectifs : Dinello trouve Colbert « coincé, prétentieux et froid », alors que Colbert considère Dinello comme « un voyou analphabète ». Les trois comparses se lient d'amitié durant la tournée, rapprochés par un sens de l'humour commun.
Sedaris et Dinello se voient offrir la possibilité de créer une série télévisée pour HBO Downtown Productions. Colbert quitte alors The Second City et déménage à New York de façon à pouvoir travailler avec eux sur les sketches humoristiques de leur série Exit 57, qui débute en 1995 et est diffusée jusqu'en 1996 sur Comedy Central. La sitcom ne dure que 12 épisodes, mais elle reçoit des critiques favorables, et cinq nominations aux CableACE Awards en 1995, dont les catégories de meilleur scénario, meilleure interprétation et meilleure série humoristique. À la suite de l'annulation d’Exit 57, Colbert travaille six mois comme acteur et scénariste du Dana Carvey Show dont l'équipe d'écriture compte des personnalités comme son camarade de Second City Steve Carell, ainsi que Robert Smigel, Charlie Kaufman ou Louis C.K. La série, décrite par un critique comme une satire « kamikaze » et « d'un goût douteux », est annulée au bout de sept épisodes. Colbert travaille alors un court moment comme pigiste pour Saturday Night Live, avec Smigel. Celui-ci a amené dans ses cartons la série de sketches d'animation The Ambiguously Gay Duo, créée pour le Dana Carvey Show, dans laquelle Colbert et Carell doublaient deux super-héros à la sexualité incertaine. Ayant besoin d'argent, Colbert travaille également comme « scénariste consultant » pour les chaînes VH1 et MTV avant de réaliser de faux reportages pour l'émission matinale Good Morning America sur ABC. Parmi les segments qu'il propose, deux seulement sont retenus et un seul diffusé, mais c'est ce travail qui conduit son agent à parler de lui au producteur du Daily Show de l'époque, Madeleine Smithberg, qui engage Colbert à l'essai en 1997.

### Carrière à la télévision

#### Strangers with Candy
À la même époque, Colbert collabore avec Sedaris et Dinello sur le projet d'une nouvelle série humoristique pour Comedy Central, Strangers with Candy. La chaîne retient le projet en 1998, alors que Colbert a déjà commencé à travailler sur le Daily Show, et il est donc contraint d'accepter un rôle réduit dans cette dernière émission pour pouvoir concilier les deux programmes.
Strangers with Candy est une parodie des after school specials, programmes à visée morale destinés aux adolescents. La série relate la vie quotidienne de Jerri Blank, une marginale de 46 ans qui retourne au lycée après avoir vécu plus de 30 ans dans la rue. Chaque épisode se termine par une fausse morale politiquement incorrecte. Colbert fait office de scénariste principal avec Sedaris et Dinello et interprète également le professeur d'histoire de Jerri, Chuck Noblet, qui ne cesse de dispenser de fausses informations à ses élèves tout au long de la série. Colbert explique que ce rôle l'a aidé à construire ses personnages dans The Daily Show et plus tard dans The Colbert Report, tous des « imbéciles mal informés mais respectés ». L'autre running joke liée au personnage concerne sa relation homosexuelle avec son collègue Geoffrey Jellineck, relation dont tout le monde connaît l'existence, mais qu'il persiste à vouloir tenir secrète. Cet aveuglement est une autre caractéristique des personnages interprétés par Colbert par la suite.
Trente épisodes de Strangers with Candy sont diffusés de 1999 à 2000. Bien que les audiences ne soient pas exceptionnelles, la série est considérée comme une série culte, avec un public réduit mais très impliqué. En 2006, Colbert reprend son rôle dans l'adaptation cinématographique de la série, présentée en avant-première au festival du film de Sundance.

#### The Daily Show(1997-2005)

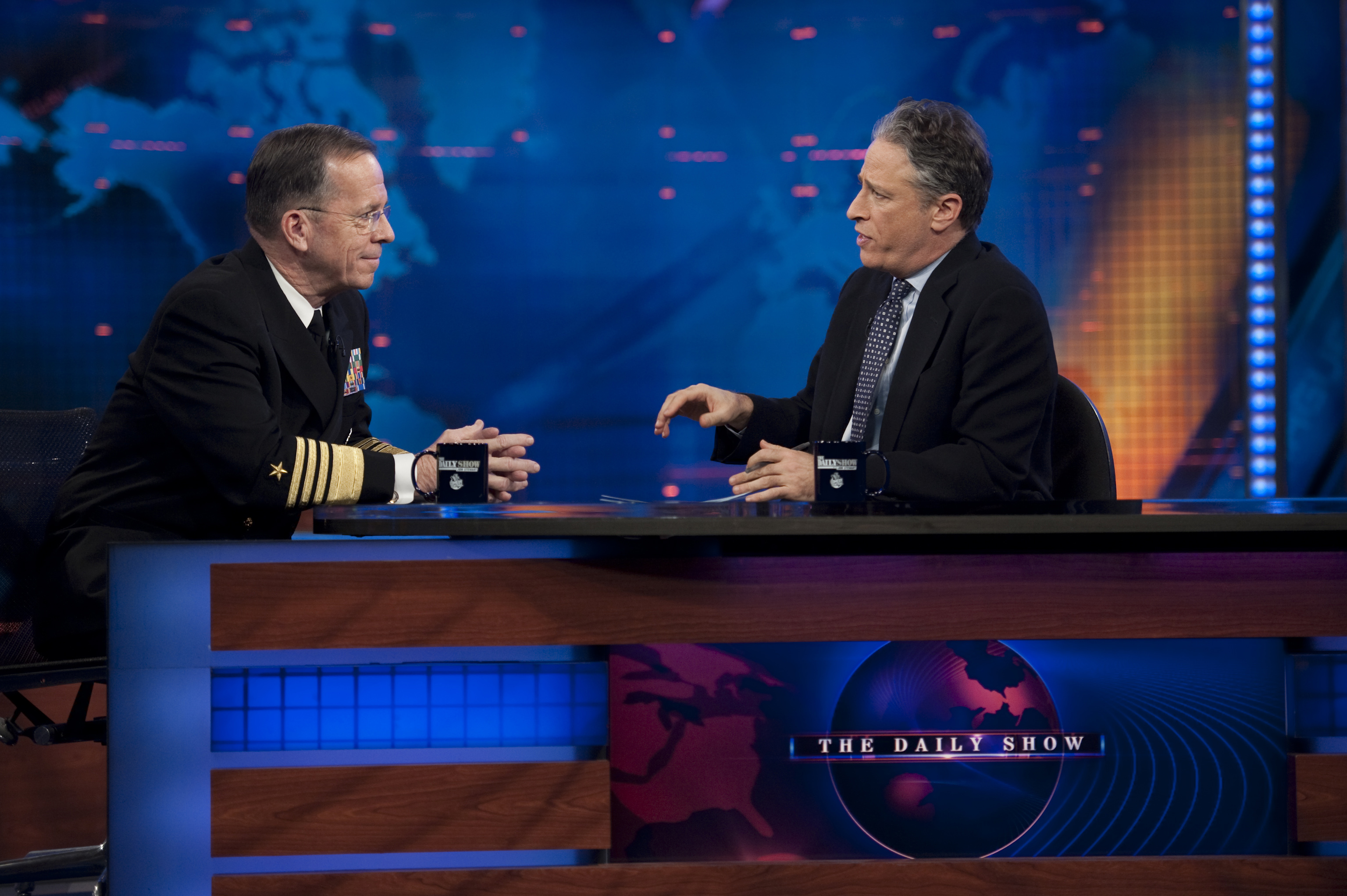
Jon Stewart sur le plateau du Daily Show avec l'amiral Michael Mullen en 2010

En 1997, Stephen Colbert rejoint la distribution du The Daily Show, un programme parodiant les journaux télévisés, dans sa deuxième saison. À l'origine, il est l'un des quatre correspondants dont l'intervention est filmée en dehors du plateau. Il est uniquement connu sous le nom du « nouveau » pendant les deux premières années où il travaille sur la série, alors présentée par Craig Kilborn. Lorsque ce dernier quitte le Daily Show en 1999, il est remplacé par Jon Stewart, qui participe également au scénario et coproduit le programme. À partir de cette période, l'émission voit son contenu devenir de plus en plus politique et sa popularité s'accroître. Les rôles des correspondants sont alors étendus pour inclure des segments de fausses interviews en studio, ainsi que des reportages « internationaux » presque tous filmés en incrustation.
Alors que Stewart présente le Daily Show dans son propre rôle, Colbert développe un « personnage » homonyme pour ses interventions dans l'émission. Il décrit son personnage comme « un idiot qui passe une grande partie de sa vie à éviter de paraître idiot, et qui le cache suffisamment bien pour parler de ce dont il parle, ». Ainsi, il est fréquemment opposé à ses invités ou à Stewart et leurs dialogues témoignent toujours du manque de culture de Colbert, quel que soit le sujet abordé,. Colbert utilise également des sophismes, notamment en donnant son avis sur n'importe quel sujet, que celui-ci le concerne ou non. Son personnage est si influent que les nouveaux correspondants du Daily Show, comme Ed Helms ou Aasif Mandvi, commencent par l'imiter avant de développer leur style propre.
Colbert apparaît dans plusieurs segments récurrents du programme, comme Even Stev/phen avec Steve Carell, où les deux personnages sont censés débattre d'un sujet donné mais passent leur temps à s'agresser l'un l'autre,. Colbert anime également This Week in God, un rapport sur les informations relatives à la religion. Il est l'envoyé spécial chargé de couvrir les conventions démocrate et républicaine pendant les élections présidentielles américaines de 2000 et 2004 ; ces segments font partie des séries appelées Indecision, parodie des émissions spéciales des chaînes d'information en continu souvent intitulées Decision. Dans plusieurs épisodes, Colbert a également remplacé Jon Stewart comme lors de la semaine du 3 mars 2002 où Stewart devait présenter Saturday Night Live. Lorsque Colbert quitte la série pour The Colbert Report, Rob Corddry le remplace pour les segments This Week in God. Par la suite, des enregistrements des segments de Colbert sont réutilisés et diffusés au cours du Daily Show sous le label « Klassic Kolbert ».

#### The Colbert Report(2005-2014)

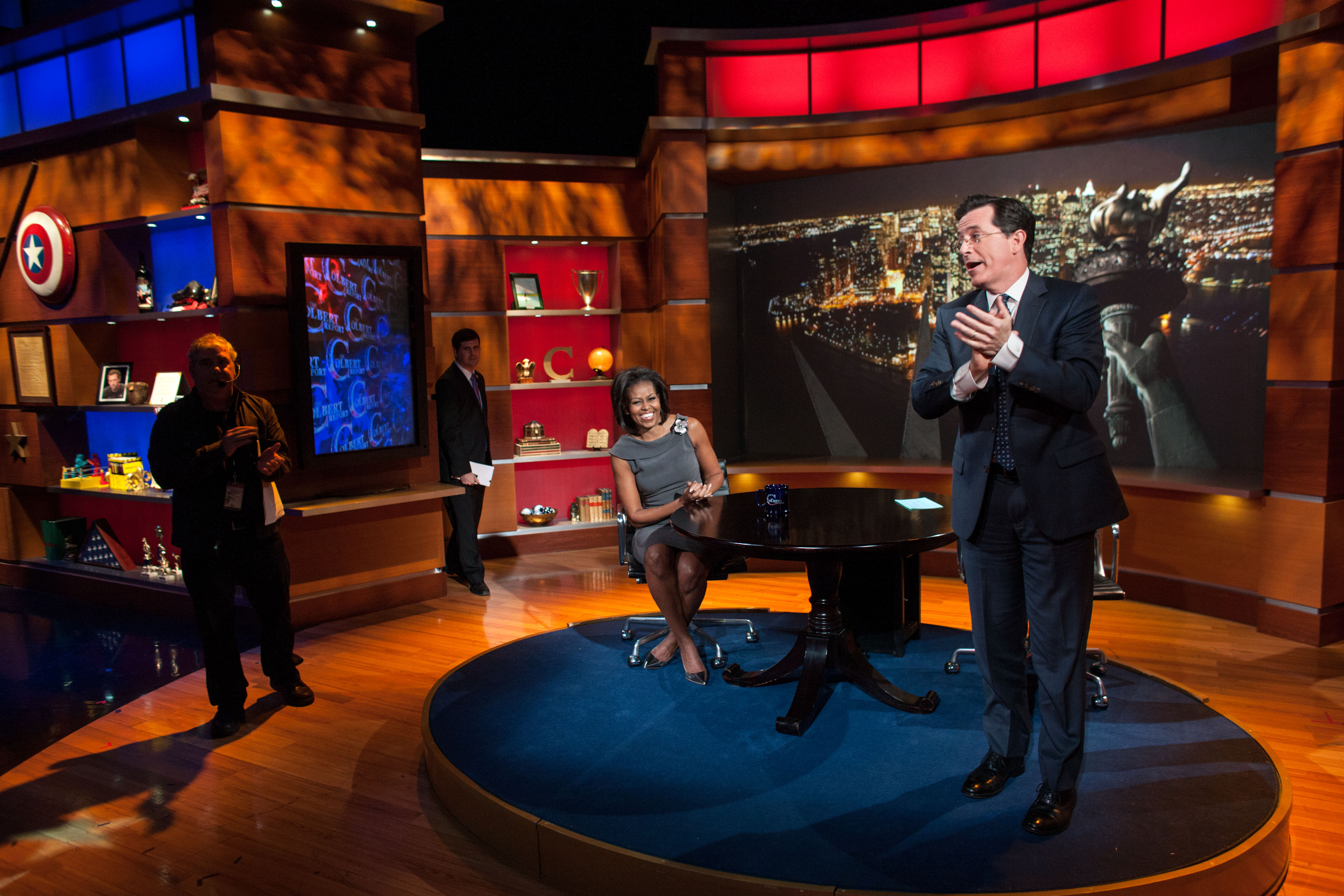
Michelle Obama, invitée du Colbert Report en 2012.

Dans le reste de l'article, attention à ne pas confondre les deux « Stephen Colbert » mentionnés : l'acteur et sujet de cet article et le personnage homonyme qu'il interprète.
Depuis le 17 octobre 2005, Colbert anime son propre programme, The Colbert Report (avec une prononciation « à la française », c'est-à-dire avec les « t » muets) une série dérivée du Daily Show, qui parodie les conventions des journaux télévisés américains et notamment les talk-shows politiques comme The O'Reilly Factor ou Glenn Beck sur Fox News,. Colbert présente l'émission dans le rôle de son personnage, Stephen Colbert, ponte de la droite américaine conservatrice et approfondissement de son personnage du Daily Show. Créé et écrit par Stewart, Colbert et Ben Karlin, le Colbert Report explore la question de l'« information personne-dépendante », et s'intéresse moins aux informations quotidiennes comme le fait le Daily Show qu'aux travers et opinions caricaturales du personnage principal.
Le concept du Colbert Report trouve son origine dans les segments récurrents de Colbert du Daily Show qui étaient annoncés comme une série à part entière. Développé par la société de production de Stewart, Busboy Productions et proposée à Comedy Central, l'émission commence à être diffusée en octobre 2005, la chaîne cherchant alors un moyen d'étendre la popularité du Daily Show. Le Colbert Report fait rapidement de bons scores d'audience, avec une moyenne de 1,2 million de téléspectateurs la première semaine. Comedy Central signe alors un contrat à long terme pour l'émission, qui est devenue presque immédiatement le programme le plus regardé de la chaîne,.

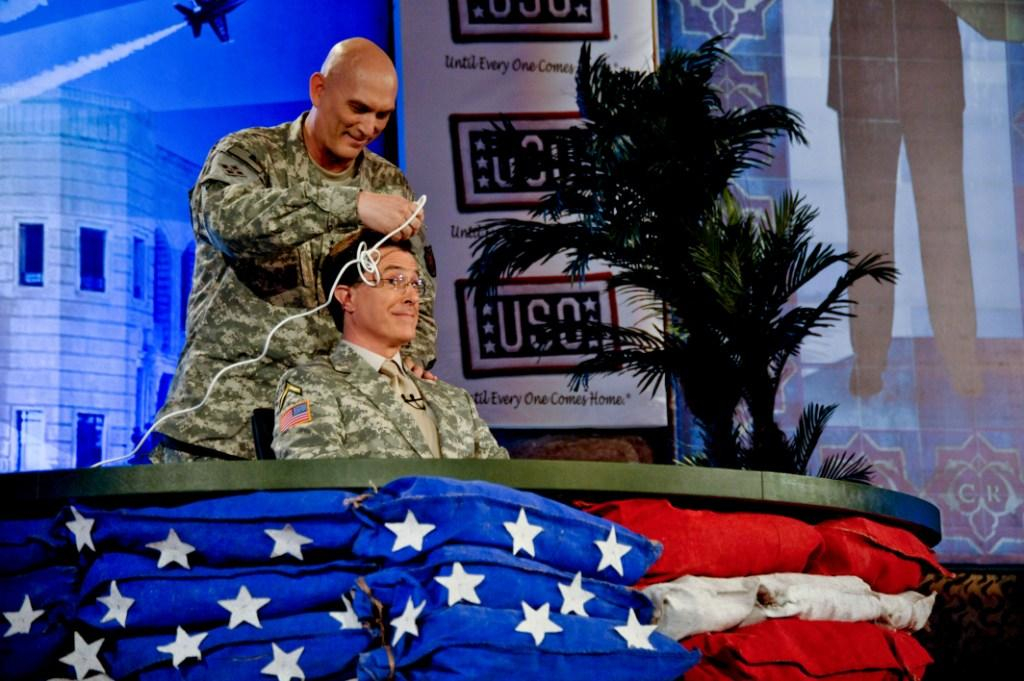
Colbert se fait faire une « coupe militaire » par le commandant de la coalition militaire en Irak, en direct sur le plateau du Colbert Report à Bagdad.

L'émission propose plusieurs segments récurrents sur des thèmes tels que la politique (Better Know a District, Indecision, Democralypse Now!, etc.), la médecine (Cheating Death with Dr. Stephen T. Colbert, D.F.A.), la religion (Yahweh or No Way), le cinéma (Movies That Are Destroying America), la justice (Nailed 'Em), le sport (Stephen Colbert's Sport Report), l'éducation (Stephen Colbert's Balls for Kidz), la science (Stephen Hawking is Such an A-Hole), ou des thèmes plus ou moins saugrenus, comme ThreatDown (les plus grandes menaces contre l'Amérique), Who's Honoring Me Now? (les distinctions reçues par Colbert), The Craziest F#?king Thing I've Ever Heard ou The DaColbert Code (des informations « bizarres » ou mystérieuses), The Enemy Within (les extra-terrestres sont parmi nous), Tip of the Hat/Wag of the Finger (les news people), etc. The Wørd est un segment apparu dès le premier épisode, proposant une série de mots résumant grossièrement et de façon caricaturale le propos de Colbert.
L'émission propose aussi des épisodes spéciaux, traitant d'un sujet particulier de façon absurde. Début 2008, pendant la grève des scénaristes américains, il participe avec Jon Stewart et Conan O'Brien, à un simulacre de dispute intitulé Who Made Huckabee?, pour savoir lequel d'entre eux serait responsable de la victoire du candidat Mike Huckabee aux primaires républicaines. Pour Noël 2008, il diffuse un Christmas Special intitulé A Colbert Christmas: The Greatest Gift of All!, la « meilleure chose qui soit arrivé au mois de décembre depuis la naissance de Jésus, ». En 2009, une série spéciale appelée Operation Iraqi Stephen: Going Commando,, est diffusée depuis l'ancien palais de Saddam Hussein en Irak, face aux forces armées américaines en opération. Colbert se fait raser la tête en direct par le général Ray Odierno, sur ordre de Barack Obama, et diffuse plusieurs vidéos, comme celle de son entraînement militaire chaotique,, de son expérience difficile avec la patrouille des Thunderbirds et la confection de colis destinés aux troupes avec l'aide de Tom Hanks. En août 2013, Colbert fait le buzz,, en diffusant une vidéo où il danse accompagné par des invités de marque sur la musique de Get Lucky en réponse à un prétendu refus de la part du groupe français Daft Punk de venir sur son émission,.
The Colbert Report, « l'émission que Lincoln aurait regardée »,, a un impact culturel important aux États-Unis. En plus des nombreux témoignages de popularité envers l'émission et son animateur-vedette, elle permet aux invités de faire monter leur cote de popularité, suivant un concept appelé « The Colbert Bump ». La notoriété du Report est également liée aux néologismes qui en sont tirés, à commencer par « Truthiness », et aux nombreuses apparitions extérieures du personnage de Colbert.

#### The Late Show(2015-)

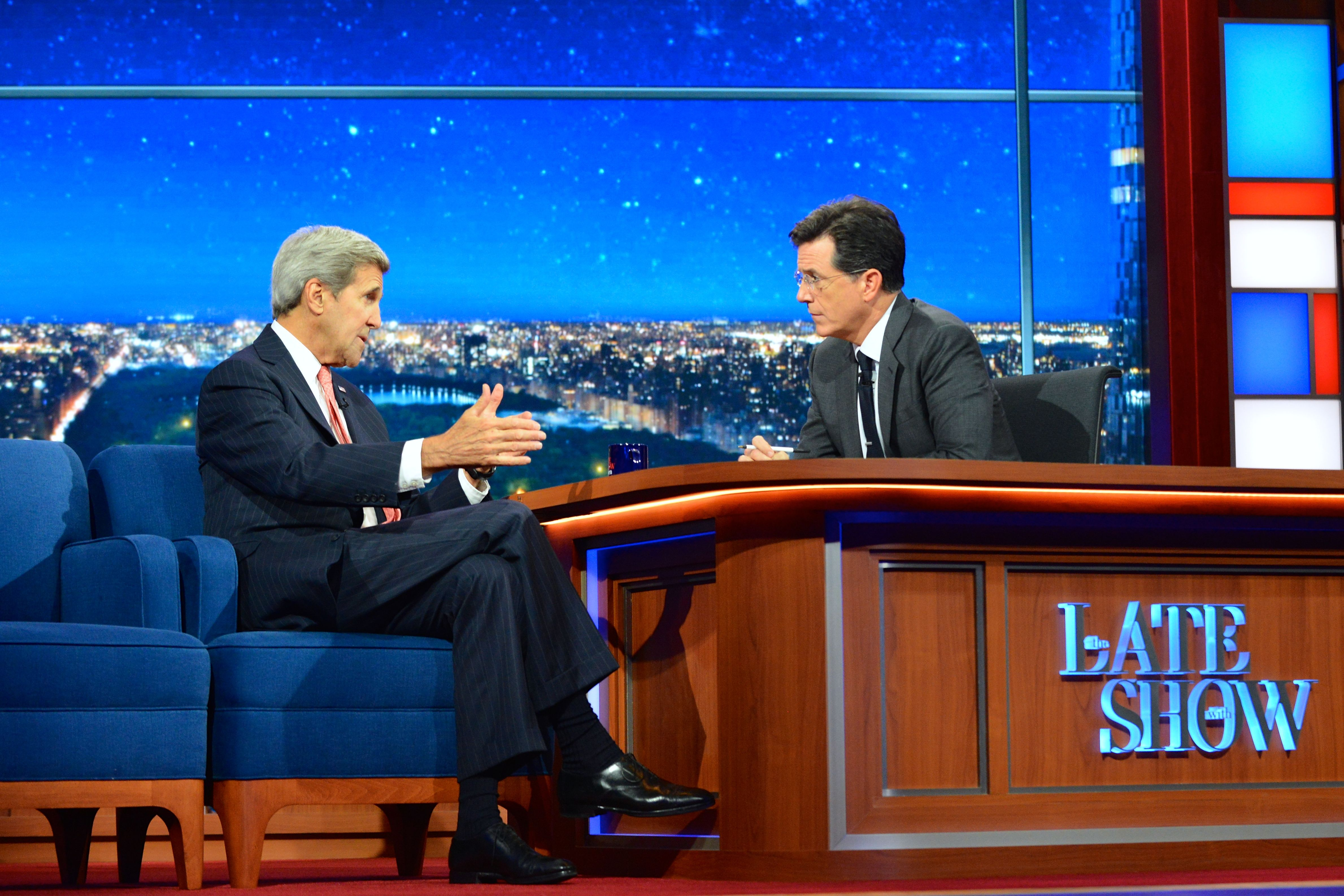
Colbert accueillant le secrétaire d’État John Kerry en octobre 2015.

Le 10 avril 2014, CBS annonce dans une conférence de presse que Stephen Colbert succèdera à David Letterman comme hôte du Late Show à compter de la saison suivante, en 2015, après le départ de Letterman à la retraite,,. Les réactions sont nombreuses, la plupart félicitent Colbert pour son nouveau poste sur un réseau, mais regrettant le départ de son personnage homonyme du câble,, étant donné qu'il y apparaîtra hors-personnage. Le Late Show with Stephen Colbert débute le 8 septembre 2015. Il est particulièrement bien accueilli par le public et la critique.
Le 17 juillet 2025, quelques jours seulement après que CBS ait « cédé » contre Donald Trump dans le cadre d'un règlement de 16 millions de dollars, CBS annonce également qu'elle allait mettre fin au Late Show with Stephen Colbert et qu'elle retirerait complètement la franchise du Late Show en mai 2026, après 33 ans (les 22 premières saisons sous la direction de David Letterman et les 11 saisons suivantes sous la direction de Stephen Colbert),,,. « Notre admiration, notre affection et notre respect pour les talents de Stephen Colbert et de son incroyable équipe ont rendu cette décision angoissante encore plus difficile », indique le communiqué de CBS, qui rappelle que l'émission a été numéro une en fin de soirée pendant neuf saisons consécutives. « Avec beaucoup de gratitude, nous sommes impatients d'honorer Stephen et de célébrer l'émission au cours des dix prochains mois avec ses millions de fans et de téléspectateurs », a déclaré la chaîne.

## Engagement politique

### Gala des correspondants de la Maison-Blanche en 2006

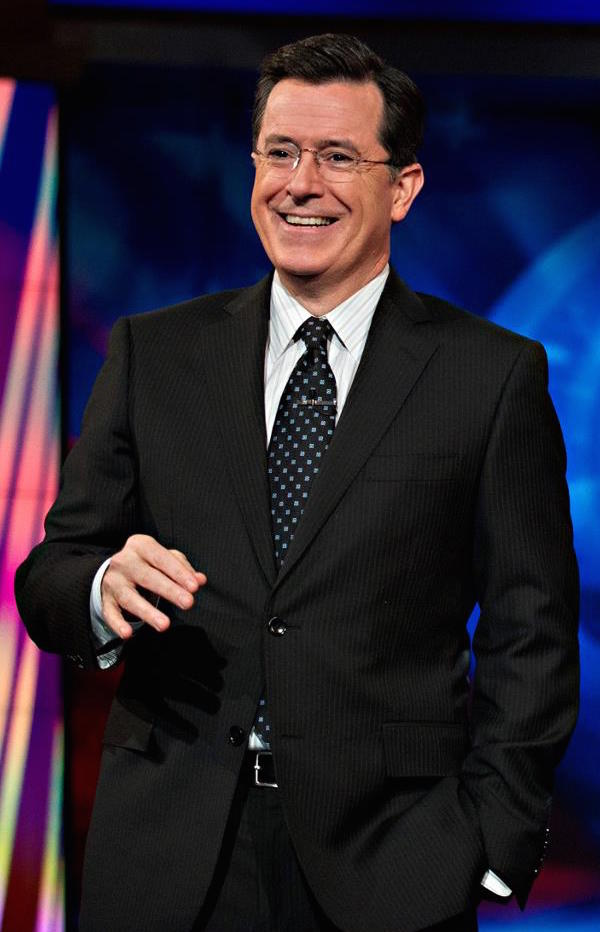
Colbert sur le plateau du Colbert Report, interprétant son personnage.

Le 29 avril 2006, Stephen Colbert est invité à prononcer un discours au gala annuel de la White House Correspondents' Association. Cette tradition perpétuée depuis 1924 voit les présidents successifs réciter un petit discours teinté d'autodérision à la fin du dîner, avant qu'un comique ou un animateur de télévision ne prenne le relais. Ainsi, c'est à quelques mètres du président en exercice George W. Bush, et face à un public composé des plus importants représentants de la presse et du pouvoir à Washington (hauts juges, diplomates, chefs d'état-major, ministres…), ainsi que de célébrités hollywoodiennes, que Colbert prononce un discours d'une vingtaine de minutes où il s'attaque en particulier au président et aux médias. Sous les traits de son personnage conservateur et pince-sans-rire du Colbert Report, il satirise et tourne en ridicule l'administration Bush et les journalistes accrédités de la Maison-Blanche,.

« [À propos de George W. Bush] Ne prêtez donc pas attention aux sondages d'opinion qui disent que 68 % des Américains désapprouvent ce que fait cet homme. Je vous pose la question : est-ce que cela ne signifie pas également, en toute logique, que 68 % approuvent ce qu'il ne fait pas ? Réfléchissez-y, parce que moi je n'y ai pas réfléchi. […] Je soutiens cet homme. Je soutiens cet homme parce qu'il soutient des choses. Non seulement il soutient des choses, mais il se tient aussi SUR des choses. Des choses comme des porte-avions, des ruines et des places de villes récemment inondées. C'est un message fort qu'il envoie : peu importe ce que l'Amérique endure, elle reprendra toujours le dessus, avec les mises en scène médiatiques les plus élaborées du monde. […] La plus grande qualité de cet homme, c'est sa constance. On sait où il se situe. Il croit la même chose le mercredi que le lundi, peu importe ce qui s'est produit le mardi. Les choses changent, mais les croyances de cet homme ne changeront jamais,,,. »

L'accueil des 2 600 membres du public est glacial. Le président Bush, cible de la majorité des critiques, a du mal à rester impassible, et les blagues de l'humoriste sont souvent accueillies par des silences et des murmures, à l'exception d'une petite partie du public qui rit avec enthousiasme. Les médias traditionnels ne prêtent guère attention au numéro de Colbert et préfèrent se concentrer sur le numéro que Bush a interprété juste avant. Pour certains commentateurs, c'est parce que le discours de Colbert était aussi critique à l'égard des médias qu'à celui de Bush,.

« [À propos de la presse] J'ai beau être très excité de me trouver en compagnie du président, je suis consterné d'être entouré par les médias libéraux qui détruisent l'Amérique, Fox News mis à part. Avec Fox News, vous avez toujours les deux versions de l'histoire : celle du président, et celle du vice-président. […] Vous avez été fabuleux durant ces cinq dernières années : les baisses d'impôts, les armes de destruction massive, les effets du réchauffement climatique. Les Américains ne voulaient pas savoir, et vous avez eu la courtoisie de ne pas chercher. […] Quelles raisons ont ces gens de répondre à vos questions, après tout ? Vous n'êtes jamais contents. Tout le monde demande des changements ministériels, la Maison-Blanche procède à des changements ministériels, et vous écrivez « bah, ils sont juste en train de jouer aux chaises musicales sur le pont du Titanic ». Pour commencer, cette métaphore est épouvantable. Ce gouvernement n'est pas en train de couler. Ce gouvernement est en pleine ascension. Ils jouent aux chaises musicales sur le pont du Hindenburg, si vous y tenez,,. »

Politiques comme journalistes jugent négativement le numéro de Colbert,, considéré comme n'étant tout simplement pas drôle, voire insultant et irrespectueux, le « Bush-bashing » de Colbert étant allé trop loin. Cependant, la vidéo de sa prestation devient rapidement virale sur Internet : elle est vue par plus de 2,7 millions de personnes en moins de 48 heures,, et la presse relaye alors les médias en ligne,. Une semaine après le gala, The Colbert Report gagne 37 % de parts de marché et rassemble plus de 1,5 million de téléspectateurs par épisode. Pour Time, le discours de Colbert est « la référence politico-culturelle de 2006 », alors qu'un journaliste de Slate demande aux détracteurs de Colbert : « pensaient-ils qu'ils auraient affaire à Mark Russell [un autre satiriste, moins violent] ? Si vous engagez un satiriste politique de qualité, vous aurez de la satire politique de qualité, ce qui est forcément dangereux, ». Six mois plus tard, le The New York Times ajoute que ce discours est devenu une « première culturelle » et un « moment décisif » des élections de mi-mandat de 2006,. Le numéro de Colbert s'est depuis fait une place parmi les meilleurs moments de l'histoire du gala des correspondants,,.

### Candidature à la présidentielle de 2008
Sous les traits de son personnage, Colbert annonce sa candidature à l'élection présidentielle américaine de 2008 le 16 octobre 2007 sur le plateau du Colbert Report. Il explique vouloir participer à la fois aux primaires républicaines et démocrates de son État de naissance, la Caroline du Sud. Il abandonne rapidement l'idée de participer à la primaire républicaine en raison des frais d'inscription élevés (35 000 $), mais commence sa campagne démocrate le 28 octobre 2007 à la capitale, Columbia, où le maire Bob Coble lui remet les clés de la ville.
Il encourage son public et ses électeurs potentiels à faire des dons à DonorsChoose.org, un site de charité permettant de financer des écoles ; cette campagne rapporte plus de 68 000 $ aux écoles publiques de Caroline du Sud. Pour préparer la primaire, Colbert crée « un sondage qui fait la différence », où les gens peuvent faire des dons aux écoles de Pennsylvanie en choisissant leur candidat, projet qui réunit 185 000 $ supplémentaires.
Le 1er novembre 2007, le conseil exécutif du parti démocrate de Caroline du Sud refuse à 13 voix contre 3 la candidature de Colbert : « le conseil estime dans sa majorité que [Colbert] n'est pas un candidat sérieux, et c'est pourquoi il n'a pas été sélectionné pour le vote ». Colbert annonce qu'il abandonne la course, car il ne souhaite pas faire subir au pays une interminable bataille à la Cour suprême. CNN rapporte plus tard que les soutiens de Barack Obama (candidat de l'Illinois) ont fait pression sur le parti de Caroline du Sud pour qu'il empêche Colbert de participer au vote. Un membre anonyme du conseil affirme à CNN que l'ancienne directrice du département de l'éducation de Caroline du Sud, Inez Tenenbaum, a également fait pression sur le conseil pour qu'il refuse la candidature de Colbert, malgré les opinions toujours plus favorables qu'il recueillait dans les sondages.
Alors que la « vraie » campagne présidentielle de Colbert prend fin, l'éditeur en chef de Marvel Comics Joe Quesada annonce dans une interview sur The Colbert Report que la campagne de son homonyme bat son plein dans l'univers Marvel : ainsi, la couverture du dernier épisode de The Amazing Spider-Man paru représente une affiche de campagne pour Colbert. Des références à la campagne de l'humoriste continuent d'apparaître dans les publications de Marvel Comics jusqu'en 2008. Au mois d'octobre, le numéro 573 de The Amazing Spider-Man inclut un débat de huit pages sur Internet entre Colbert et Spider-Man.

### Témoignage devant le Congrès en 2010
Le 24 septembre 2010, Colbert témoigne devant le sous-comité sur l'immigration, la citoyenneté et la sécurité des frontières du Congrès (House Judiciary Subcommittee on Immigration, Citizenship, and Border Security). Il y est invité par la présidente du comité, Zoe Lofgren pour décrire son expérience de participation au programme « Take Our Jobs » de l'United Farm Workers, dans le cadre duquel il a passé une journée à travailler côte-à-côte avec des travailleurs immigrés dans une ferme du nord-ouest de l'État de New York,,. Colbert, qui joue le rôle de son personnage, explique notamment que, pour lutter contre l'immigration illégale et les immigrés qui « volent le travail des Américains » dans les fermes, « la réponse évidente consiste à ne plus manger de fruits et légumes »,.
À la fin de son témoignage, Colbert sort de son personnage pour répondre à une question de la représentante Judy Chu (D-CA), expliquant les raisons de son témoignage :

« J'aime parler des gens qui n'ont aucun pouvoir, et il me semble que les travailleurs immigrants qui viennent faire notre travail mais qui n'ont aucun de nos droits en font partie. Et pourtant, nous continuons à les inviter à venir, tout en leur demandant de partir. Je trouve cette contradiction intéressante. Vous savez, on dit « ce que vous faites au plus petit d'entre les miens… [Matthieu 25,40] », et on dirait bien que les plus petits d'entre nous, ce sont eux… Les travailleurs immigrés souffrent, et ils n'ont aucun droit,. »

Un autre membre du comité, John Conyers (D-MI), lui demande s'il trouve approprié d'apparaître devant le Congrès en tant que comédien et lui demande de quitter la salle. Colbert répond qu'il partira si la présidente le lui demande et celle-ci lui demande de rester au moins jusqu'à ce que tous les témoignages aient été entendus, à la suite de quoi Conyers retire sa requête.

### Rassemblements à Washington en 2010
|                                                                        |  |  |
| Stephen Colbert et Jon Stewart au Rally to Restore Sanity and/or Fear. |  |  |

En septembre 2010, suivant l'exemple du Restoring Honor rally (« rallye pour restaurer l'honneur ») organisé par le commentateur conservateur de Fox News Glenn Beck, Stephen Colbert et Jon Stewart décident de lancer leur propre rassemblement, lui aussi sur le National Mall. Le 16 septembre, Stewart et Colbert annoncent dans leurs émissions respectives deux rallyes concurrents pour le 30 octobre 2010.
Le rallye de Stewart s'intitule Rally to Restore Sanity (« rallye pour le retour du bon sens ») et celui de Colbert Rally to Restore Fear (« rallye pour le retour de la peur »). Ils finissent par fusionner au sein du Rally to Restore Sanity and/or Fear (« rallye pour le retour du bon sens et/ou de la peur »), durant lequel les deux animateurs s'affrontent dans un pseudo-débat politique, Stewart dans son rôle d'« humoriste à tendance démocrate » et Colbert dans le rôle de Stephen Colbert, « républicain bien intentionné, mais stupide et arrogant ».
L'événement rassemble environ 215 000 personnes, même si Stewart annonce humoristiquement que 10 millions de personnes étaient présentes, sur quoi Colbert renchérit en annonçant 6 milliards de participants. Il est retransmis en direct sur Comedy Central et suivi par plus de deux millions de téléspectateurs, sans compter les 570 000 visionnages en streaming sur Internet.
Le parti démocrate affirme ses réserves vis-à-vis du rallye, qui se déroule juste avant les élections législatives de mi-mandat début novembre. Ils le considèrent comme une initiative inutile, et leur stratège Steve Rosenthal estime que « certains, parmi celles et ceux qui iront à ce rassemblement, ne pourront pas convaincre les électeurs de voter [ce qu’ils auraient fait en l’absence de cet événement], et en ce sens, cela ne nous aide pas ».

### Super PAC et campagne présidentielle de 2012
En mai 2011, Colbert dépose une requête auprès de la commission électorale fédérale (Federal Election Commission, FEC) pour la création d'un comité d'action politique (Political Action Committee, PAC),, Super PAC qu'il a l'autorisation de promouvoir par l'intermédiaire de son émission. Les Super PAC, organismes au fonctionnement débattu, permettent de lever des fonds pendant une campagne pour financer un candidat représentant les valeurs avancées par le comité en question (par exemple, « Citoyens pour la prospérité et la bonne gouvernance » ou « Coalition pour les valeurs américaines »). Contrairement aux PAC « normaux », les dons qu'ils reçoivent ne sont pas plafonnés, mais ils sont censés être neutres ; cependant, les exigences de la FEC en matière de transparence sont relativement faibles.
Colbert utilise alors son Super PAC, nommé « Américains pour un meilleur lendemain dès demain » (Americans for a Better Tomorrow, Tomorrow), pour démontrer l'absurdité du système, « de façon 100 % légale et moins de 10 % éthique ». Il prévient ses donateurs qu'il utilisera l'argent récolté non seulement pour financer des outils de campagne comme des spots publicitaires, mais aussi pour des « dépenses administratives « normales », dont des séjours dans des hôtels de luxe, des voyages en jet privé et des souvenirs achetés à Saks Fifth Avenue et Neiman Marcus (liste non exhaustive) ». Il réunit ainsi près d'un million de dollars et produit des spots publicitaires complètement absurdes, comme une campagne pour soutenir « Rick Parry » au lieu de Rick Perry, une autre qualifiant Mitt Romney de « Mitt the Ripper » (« Mitt l'éventreur ») ou encore une publicité en faveur d'Herman Cain alors que celui-ci s'est retiré de la course.
Par la suite, Colbert multiplie les déclarations extravagantes dans The Colbert Report. Début janvier 2012, il annonce son intention de devenir « Président des États-Unis de Caroline du Sud ». Puisque la loi l'empêche, en tant que président d'un Super PAC, de se présenter à la présidence, il en passe les rênes à Jon Stewart et le rebaptise au passage « Super PAC pas du tout lié à Stephen Colbert » (The Definitely Not Coordinating With Stephen Colbert Super PAC). Cette passation de pouvoir fait l'objet d'un intermède humoristique dans le Daily Show : Colbert vient récupérer l'argent restant, mais Stewart refuse de le rendre, dans une parodie du rôle de Liam Neeson dans le film Taken. Finalement, Colbert annonce qu'il ne se présente pas vraiment aux élections présidentielles, s'y étant pris trop tard, mais souligne qu'il se trouve dans une « phase d'exploration » du système électoral.
Un peu avant les élections, le Super PAC de Colbert est estimé à 800 000 $ environ. Colbert annonce sa fermeture en novembre, prétextant la mort de son conseilleur fictif Ham Rove (une référence à Karl Rove). Il annonce également qu'un groupe appelé « The Ham Rove Memorial Foundation » (dont il serait membre du conseil exécutif « à sa grande surprise ») a reçu peu de temps auparavant un don anonyme de 773 704,83 $, qui sera reversé à plusieurs œuvres caritatives.
En 2014, une étude affirme que la promotion du Super PAC de Colbert dans son émission a permis à plus de téléspectateurs de comprendre le fonctionnement du financement des campagnes électorales que les programmes d'information du câble américain sur Fox News ou CNN,,.

## Écrivain

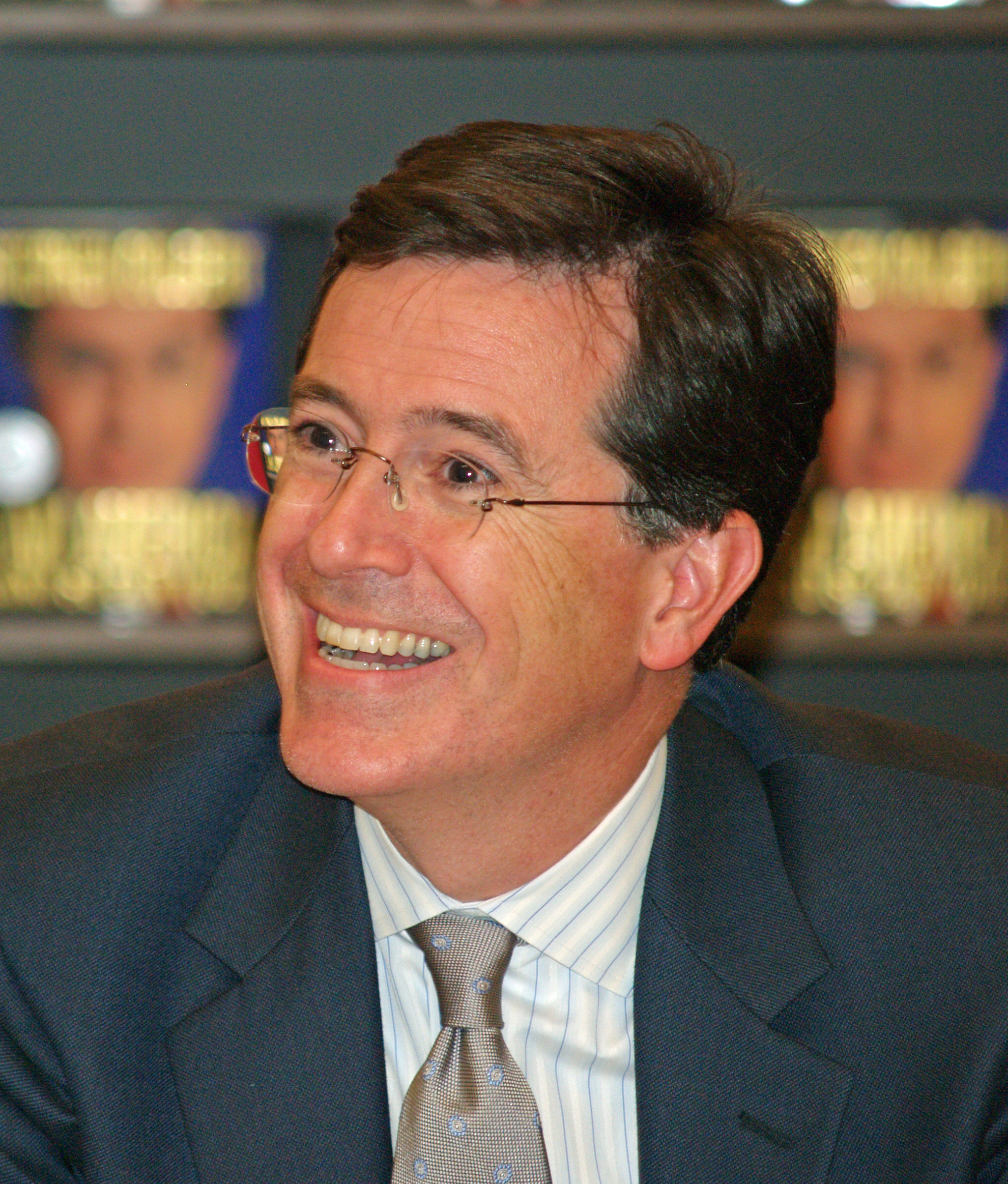
Colbert au lancement de son livre I Am America (And So Can You!).

Stephen Colbert est le coauteur d'un roman illustré Wigfield: The Can Do Town That Just May Not écrit en collaboration avec Amy Sedaris et Paul Dinello et publié en 2003 par Hyperion Books. Il raconte l'histoire d'une petite ville menacée par la destruction d'un énorme barrage à travers une série d'interviews fictives de ses habitants. Les trois auteurs participent à l'adaptation du roman au théâtre la même année.
L'année suivante, Colbert participe à l'écriture de America (The Book): A Citizen's Guide to Democracy Inaction (« America (Le Livre) : Un guide citoyen pour l'inaction démocratique »), sous la direction de Jon Stewart et publié sous la bannière du Daily Show. Parodie des ouvrages pour lycéens américains, America (The Book) propose des guides d'étude, des questions et des exercices. Il contient de nombreuses allusions humoristiques, telles que des encarts intitulés « Were You Aware? » (« Étiez-vous au courant ? »), prétendument parce que l'expression « Did You Know? » (« Le saviez-vous ? ») est copyrightée par un autre éditeur. Le livre se moque des ouvrages historiques, avec des questions absurdes comme « Vaut-il mieux être roi ou esclave ? Points forts, points faibles » et caricature la politique américaine en proposant notamment une vision purement américano-centrée du reste du monde.
En octobre 2007 paraît le premier livre écrit par Colbert seul, I Am America (And So Can You!) (« Je suis l'Amérique (et vous aussi, vous le pouvez !) »), publié par Grand Central Publishing sous la bannière du Colbert Report. Cet ouvrage satirique, ayant remporté le « Prix Stephen T. Colbert de l'excellence littéraire » (The Stephen T. Colbert Award for the Literary Excellence) selon l'autocollant qui orne sa couverture, narre la vie fictive de Stephen Colbert, parodiant les biographies de ses concurrents de Fox News, comme celles de Bill O'Reilly (The O'Reilly Factor, 2000) ou de Sean Hannity (Deliver Us from Evil, 2004), que Colbert affirme s'être forcé à lire en tant que source d'inspiration. Les marges du livre sont parsemées d'annotations, réactions et remarques humoristiques dans la veine du segment « The Wørd » du Colbert Report. Le livre est numéro un de la liste des meilleures ventes établie par le New York Times pendant quatorze semaines dans la catégorie « livre relié de non-fiction ».
Colbert publie deux livres en 2012. Le premier, I Am a Pole (And So Can You!) (« Je suis un mât (et vous aussi, vous le pouvez !) »), raconte l'histoire d'un mât qui tente de découvrir sa place dans le monde. C'est une parodie des ouvrages d'écrivains pour enfants comme Maurice Sendak, qui dit à propos du livre dans une interview du Colbert Report : « le pire, c'est que j'ai bien aimé ». Vendu comme un faux livre pour enfants, I Am a Pole contient des allusions destinées à un public adulte, comme une danseuse faisant un striptease autour du mât héros de l'histoire.
Le second livre de Colbert paru en 2012 s'intitule America Again: Re-becoming The Greatness We Never Weren't (Littéralement : « L'Amérique à nouveau : Re-devenir la grandeur que nous n'avons jamais pas été ») et constitue une suite à I Am America. Colbert y évoque ses opinions sur Wall Street, le financement des campagnes, la politique énergétique, les repas pendant une campagne électorale, la Constitution des États-Unis, entre autres. Comme à son habitude, le présentateur Colbert le qualifie de « troisième livre le plus important du siècle » (juste derrière ses deux premiers livres) dans une chronique publiée dans GQ, et il écrit plus loin : « Imaginez que Faulkner, Hemingway et Fitzgerald s'associent pour écrire le plus grand livre américain. Maintenant, imaginez que ça n'est jamais arrivé et que Stephen Colbert l'a écrit. Parce c'est ce qui est arrivé. Je crois que c'est Tolstoï qui a dit un jour : « D'abord, Stephen Colbert a écrit un livre. Puis il en a écrit un deuxième. Et maintenant un troisième ? Existe-il un nombre de livres que cet homme ne peut écrire? ».

## Vie privée
|                                                                                          |  |  |
| Stephen Colbert, sa femme et leurs trois enfants au Festival du film de TriBeCa en 2008. |  |  |

De son propre aveu, Colbert n'était pas très intéressé par la politique avant de rejoindre le Daily Show. Il se décrit comme un démocrate, et ajoute qu'il n'a « aucun problème avec les républicains, juste avec leur politique ». Il est catholique pratiquant,.
Colbert vit à Montclair, dans le New Jersey, avec sa femme Evelyn McGee et leurs trois enfants.

## Stephen Colbert, le personnage

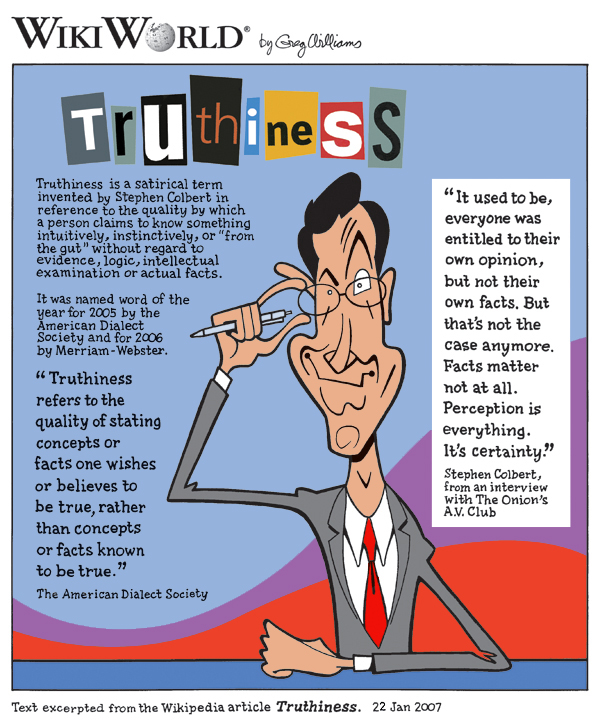
Dessin de Greg Williams (pour le projet WikiWorld) de Colbert et son utilisation du mot truthiness : à l'ère Wikipédia, tout le monde peut devenir un expert en cinq minutes,.

Le personnage de Stephen Colbert est décrit comme un « imbécile qui passe une grande partie de sa vie à éviter de paraître idiot », un « commentateur républicain arrogant » et une « brute réactionnaire caustique ». Inspiré des commentateurs politiques conservateurs des chaînes d'information continue américaines, il est principalement fondé sur des personnalités comme Bill O'Reilly et Sean Hannity, ainsi que d'autres animateurs de Fox News. Son développement remonte aux différents rôles que Colbert interprétait dans The Dana Carvey Show, mais c'est surtout celui de correspondant au Daily Show qui l'a modelé.
Égocentrique et vantard, le personnage de Stephen Colbert ramène tout à sa personne, puisqu'« il n'y a rien de trop grand pour lui et que chaque information le concerne ». Ce trait de caractère l'amène à attaquer directement ou à se disputer plus ou moins violemment avec ses invités sur de nombreux sujets, le plus souvent polémiques, comme les vertus du gouvernement de George W. Bush, l'existence de Dieu, la supériorité des États-Unis sur tous les autres pays du monde, la vérité et la neutralité sur Wikipédia, les démocrates du cinéma américain, etc.
Au centre de la personnalité du personnage se trouve une certitude que ce qu'il dit est vrai et que personne d'autre ne peut être aussi vrai que lui, quelles que soient les preuves du contraire. Dans le premier épisode du Colbert Report, il prononce le mot « Truthiness » alors qu'il explique la différence entre « ceux qui pensent avec leur tête et ceux qui savent avec leur cœur ». Il pense que si une majorité des gens veulent que quelque chose soit vraie, cette chose doit donc devenir la vérité, sans tenir compte des faits, d'une quelconque logique ou réflexion.
Anti-intellectuel, il abhorre les livres et tout ce qui touche à la connaissance théorique, puisque, comme il le dit à son Président préféré George W. Bush : « je n'ai jamais été un grand fan des livres. Je ne leur fais pas confiance. Ils ne décrivent que des faits, sans cœur. Ils sont élitistes. Qui est Britannica pour me dire que le canal de Panama a été construit en 1914 ? Si j'ai envie de dire qu'il a été construit en 1941, c'est mon droit en tant qu'Américain,, ! » Convaincu qu'aucun pays n'arrive à la cheville des États-Unis, il fait preuve d'un américanisme exacerbé et rejette violemment tout ce qui n'est pas Américain ; il milite vaillamment, parfois jusqu'au fanatisme, pour certaines valeurs représentatives du parti républicain, comme le port d'armes, la peine de mort, l'engagement américain en Irak ou en Afghanistan, le libéralisme économique, l'opposition au mariage homosexuel et à l'avortement, l'ignorance des problèmes liés à l'environnement, la lutte contre l'immigration, etc.
La biographie fictive du personnage intègre plusieurs éléments de celle du vrai Stephen Colbert : son nom, sa famille catholique de Caroline du Sud, ses dix frères et sœurs, et certains de ses centres d'intérêt, comme la science-fiction et la "fantasy", notamment Donjons et Dragons ou Le Seigneur des anneaux. Cependant, son histoire fictive, détaillée dans sa « biographie » I Am America (And So Can You!), comporte de nombreux éléments extravagants : il aurait été le leader totalitaire du Malawi de 1982 à 1984 et avocat en chef des crimes de guerre à la Cour pénale internationale, il aurait reçu sept « Prix Werner Heisenberg » en mathématiques théoriques et détesterait les ours, « ces machines à tuer sans dieu ni âme » (référence aux Républicains et à « son idole » Bill O'Reilly, surnommé affectueusement « Papa Bear »).
Connu pour le sang-froid dont il fait preuve pour rester dans son personnage, Stephen Colbert reste profondément concentré dans son rôle, utilisant régulièrement une forme d'humour pince-sans-rire et agressif appelé "« roast »" en argot américain. Ainsi a-t-il participé, dans son rôle de Colbert-présentateur, à plusieurs événements nationaux : gala des correspondants, pseudo-rassemblements politiques, discours dans des universités américaines, remise de prix aux Primetime Emmy Awards, etc. Il en sort cependant à plusieurs reprises (« breaking character » en anglais), pour répondre à une question de Judy Chu pendant son intervention devant le Congrès ou au cours de quelques interviews (à Harvard ou avec Charlie Rose, Larry King…), ainsi que pour de rares fou-rires involontaires au cours du Colbert Report ou du Daily Show – à l'inverse, Jon Stewart a souvent du mal à garder son sérieux à proximité de Colbert,.

« [à propos du sketch de Colbert sur le prince Charles dans The Daily Show] Un beau moment de professionnalisme. Vous passez des années à travailler sur une satire convaincante, et la seule chose que les gens retiennent, c'est que vous faites l'amour à une banane avant d'éclater de rire. Ce qu'on ne voit pas dans la vidéo, c'est que c'est Jon qui a commencé à rire le premier. Et je suis un être faible. Parce que même si je cherche à faire rire le public, ce que je veux vraiment, c'est faire rire Jon,. »

## Popularité

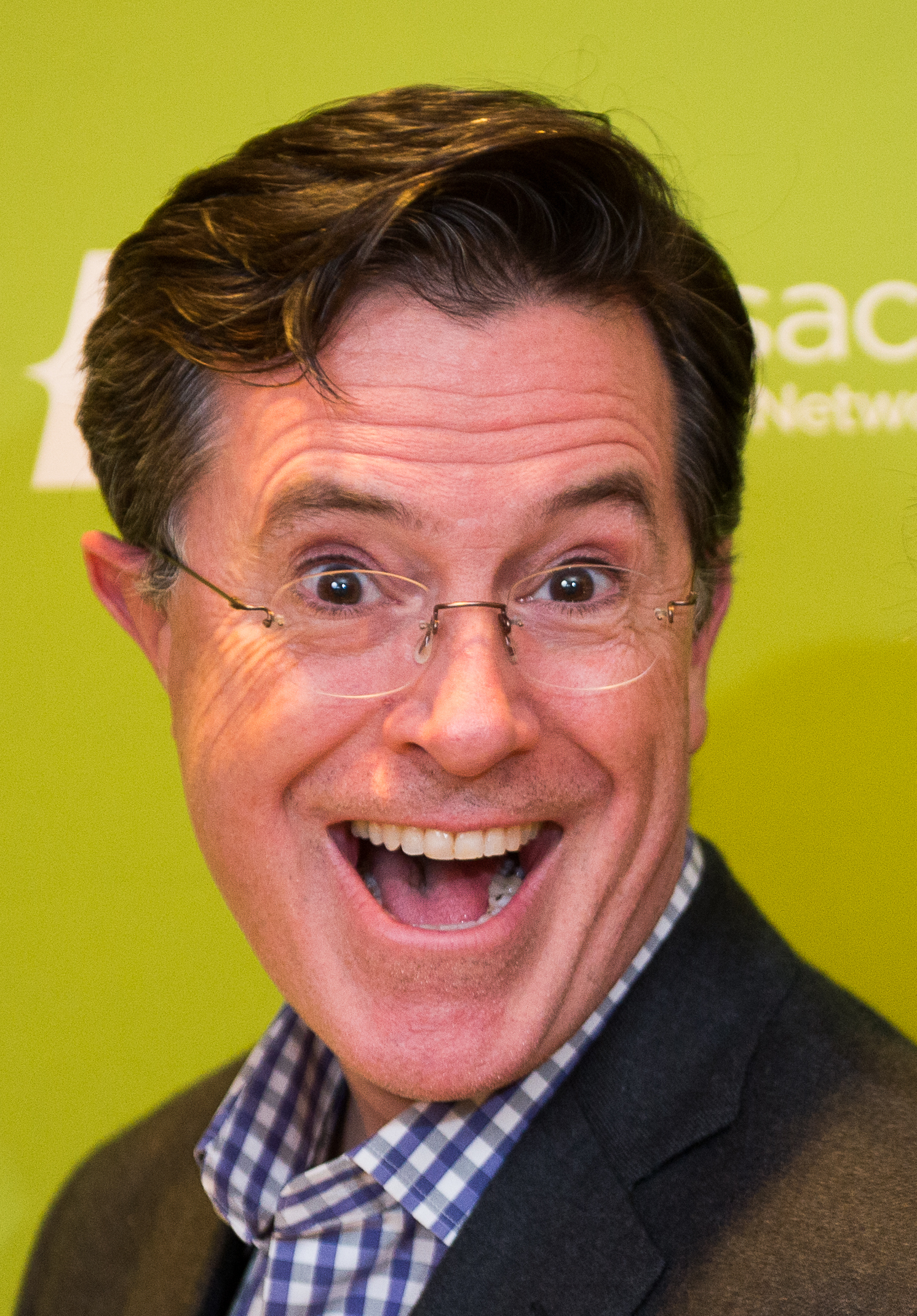
Colbert au en 2014.

Étant donné la popularité de Colbert, un certain nombre d'événements, d'objets, de lieux ou même d'animaux ont été baptisés ou renommés en son honneur. Ainsi, en mars 2006, un aigle orphelin du zoo de San Francisco est appelé « Stephen Jr. » ; en septembre 2006, la mascotte d'une équipe de hockey canadienne, le Spirit de Saginaw, est renommée « Steagle Colbeagle the Eagle » ; en février 2007, un nouveau parfum de glace Ben & Jerry's, uniquement disponible aux États-Unis, est appelé « Stephen Colbert's AmeriCone Dream » ; en mars 2007, il donne son nom à une tortue : « Stephanie Colburtle the Leatherback Turtle » ; en août 2007, Virgin America renomme un avion « Air Colbert » ; en juin 2008, une nouvelle espèce de mygale est appelée « Aptostichus stephencolberti » ; en février 2009, le laboratoire marin de l'université de Californie à Santa Cruz renomme un éléphant de mer « Stelephant Colbert the Elephant Seal » ; et en août 2009, un tapis roulant d'entraînement de la NASA, officiellement intitulé « Combined Operational Load-Bearing External Resistance Treadmill » ou C.O.L.B.E.R.T., est envoyé sur la Station spatiale internationale (ISS) à bord de la navette Discovery lors de la mission STS-128.
Son influence, récompensée deux fois par le Time,, est célèbre aux États-Unis et a également un certain rayonnement international. Politiciens, comédiens, hommes d'affaires et célébrités en général se succèdent sur le plateau de son émission pour rivaliser d'esprit et remporter la joute verbale avec son homonyme fictif, alors que peu d'entre eux peuvent se vanter de le laisser sans voix. Colbert dit être capable d'adapter l'intensité et la nature agressive et égocentrique de son personnage au cours des interviews selon la capacité de l'invité à répondre à son approche belliqueuse, mais il est réputé pour ses envolées verbales, parfois difficiles à gérer pour les personnes face à lui. La couverture médiatique du Colbert Report est considérable depuis le début de l'émission et presque chaque épisode est repris et commenté par plusieurs médias américains traditionnellement positionnés à gauche (The Huffington Post, The New York Times, Time, etc.) et parfois étrangers, notamment au Royaume-Uni et au Canada.
En France, Colbert est encore peu connu. Alors que la « Global Edition » du Daily Show est un temps diffusée sur Canal+, The Colbert Report n'a jamais été diffusé sur les chaînes françaises. Cependant, le satiriste est parfois mentionné dans la presse française, souvent à l'occasion d'événements politiques, comme la campagne présidentielle américaine de 2012 : Télérama titre un article « Stephen Colbert, l'homme le plus drôle des États-Unis » ; Le Nouvel Observateur écrit qu'il est « l'un des satiristes américains les plus populaires et les plus influents du moment » et le « meilleur humoriste du pays » ; Le Point le qualifie de « Coluche de Caroline du Sud ».
Le succès public et critique de Stephen Colbert est non-seulement attribué à son humour décalé et absurde, mais aussi à son analyse plus profonde qu'elle n'y paraît de la politique et des médias américains. Avec Jon Stewart, ils sont réputés pour avoir renouvelé le genre de la parodie d'information, et pour l'avoir rendu populaire. Sous des dehors humoristiques aux mécanismes relativement faciles, ils proposent une critique élaborée de la société américaine – motivée par la conviction qu'aujourd'hui, les gens sont plus guidés et convaincus par la perception des faits que par les faits eux-mêmes – tout en utilisant des moyens différents. Alors que Stewart, dans son propre rôle, cible plutôt les médias qui se contentent de recopier les informations sans prendre la peine de les vérifier, Colbert, en interprétant une caricature des commentateurs politiques qu'il vise, utilise un humour agressif et exagéré pour en démontrer les faiblesses.
Certains auteurs et analystes considèrent que Colbert est un philosophe dans son analyse humoristique : le Time titre un article en 2012 « Stephen Colbert est-il le nouveau Socrate ? », ses procédés philosophico-humoristiques sont enseignés à l'université de Boston, alors que The Washington Post explique que presque chaque discipline académique – des arts libéraux du moins – sont représentés dans ce qui est appelé « The Colbert Effect » : les sciences politiques, le journalisme, la philosophie, l'ethnologie, la sociologie, la théologie, la linguistique et la rhétorique. Par ailleurs, beaucoup de jeunes américains affirment ne s'informer que grâce au Colbert Report et au Daily Show, convaincus qu'utiliser l'humour pour faire passer des informations débarrasse le contenu d'une quelconque orientation politique,. De plus, la façon détournée qu'il a de critiquer la droite américaine en s’y immisçant par l'humour est repris par certains médias pour qualifier ceux qui utilisent le même procédé, dans des domaines différents. C'est le cas d'Ellen DeGeneres, présentatrice de la 86e cérémonie des Oscars en 2014, à propos de qui une journaliste de Slate écrit qu'elle était le « Stephen Colbert des Oscars ». L'auteur ajoute qu'« elle a en gros déchiré une page du manuel de Colbert, se déguisant en une croyante et une initiée des Oscars, afin de pouvoir taquiner l'auditoire sans en avoir l'air. [...] Colbert imite la droite pour mieux s'en moquer ; Ellen imite les célébrités avec un mélange de mépris et d'affection ».

## Filmographie

### Acteur

#### Cinéma
- 1997 : Shock Asylum : Dr Dewalt (court métrage)
- 1999 : Let It Snow : Happy Successful Guy
- 2005 : The Great New Wonderful : M. Peersall
- 2005 : Ma sorcière bien-aimée (Bewitched) : Stu Robison
- 2006 : Strangers with Candy : Chuck Noblet
- 2008 : Love Gourou (The Love Guru) : Jay Kell (l'annonceur de hockey)
- 2009 : Monstres contre Aliens (Monsters vs. Aliens) : Le Président (voix)
- 2013 : Le Hobbit : La Désolation de Smaug (The Hobbit: The Desolation of Smaug) : un habitant de Lacville (caméo)[200]
- 2014 : M. Peabody et Sherman : Les Voyages dans le temps (Mr. Peabody & Sherman) : Paul Peterson (voix)

#### Télévision
- 1993 : Missing Persons : Chet Davies
- 1995 : Exit 57 (en) : Plusieurs personnages
- 1996 : The Dana Carvey Show : Plusieurs personnages
- 1997– : The Daily Show : Stephen Colbert[15] (1997–2005 : régulier ; depuis 2005 : invité)
- 1997 : The Chris Rock Show (en) : Présentateur (voix)
- 1999 : Whose Line Is It Anyway? : Lui-même
- 1999–2000 : Strangers with Candy : Chuck Noblet
- 2000–2007 : Harvey Birdman, Attorney at Law : Plusieurs personnages (voix)
- 2002 : Crank Yankers : Rob (voix)
- 2003 : Chalkzone (en) : lui-même (voix)
- 2004 : Larry et son nombril (Curb Your Enthusiasm) : un touriste
- 2004 : New York, section criminelle (Law and Order: Criminal Intent) : James Bennett[201]
- 2004–2015 : The Venture Bros. : Prof. Richard Impossible (voix)
- 2004 : The Wrong Coast (en) : Plusieurs personnages (voix)
- 2005 : MADtv : lui-même
- 2005 : American Dad! : Dr Dandliker (voix)
- 2005 : 1, rue Sésame (Sesame Street) : lui-même (la lettre Z)
- 2005–2014 : The Colbert Report : Stephen Colbert[9]
- 2007 : Les Simpson (The Simpsons) : Colby Krause (voix)
- 2012 : The Office : Broccoli Rob
- 2015 : House of Cards : Stephen Colbert (caméo, saison 3)
- 2015 : The Mindy Project : Father Michael
- 2015– : The Late Show with Stephen Colbert : lui-même (en pré-production)

### Scénariste
- 1995–1996 : Exit 57 (en)
- 1996 : The Dana Carvey Show
- 1996–2011 : Saturday Night Live
- 1997–2008 : The Daily Show
- 1999–2000 : Strangers with Candy
- 2001 : Stephen Colbert Again: A Look Back
- 2002 : On the Air: An On Air Guide to Getting on the Air
- 2003 : Iraq: A Look Baq (Or, How We Learned to Stop Reporting and Love the War)
- 2005–2014 : The Colbert Report
- 2008 : A Colbert Christmas: The Greatest Gift of All!
- 2010 : Rally to Restore Sanity and/or Fear avec Jon Stewart
- 2015– : The Late Show with Stephen Colbert

### Producteur
- 1999–2000 : Strangers with Candy
- 2006–2008 : The Daily Show
- 2005–2014 : The Colbert Report
- 2008 : A Colbert Christmas: The Greatest Gift of All!
- 2010 : Rally to Restore Sanity and/or Fear
- 2015– : The Late Show with Stephen Colbert

## Distinctions

### En tant que scénariste et acteur

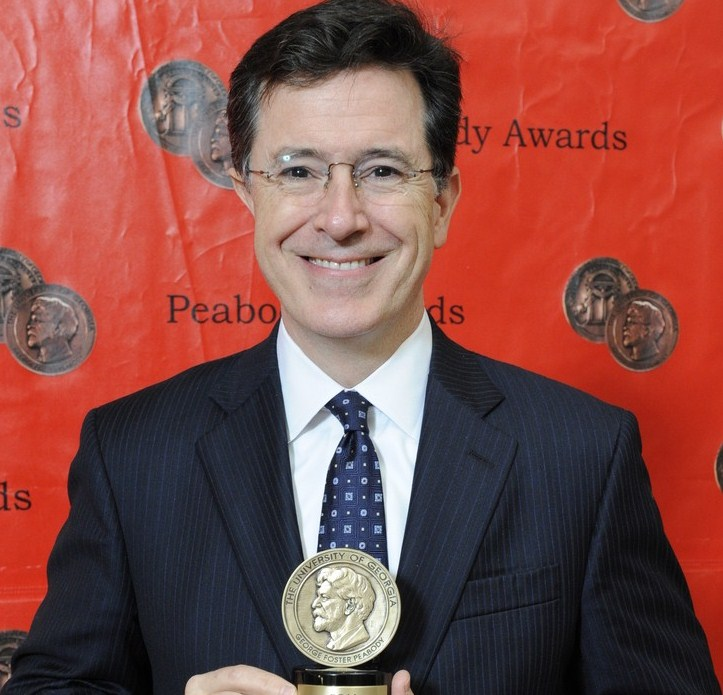
Colbert après avoir reçu son second Peabody Award en 2012.

Colbert et les autres scénaristes du Daily Show ont remporté trois Emmy Awards du meilleur scénario pour une série de variété en 2004, 2005 et 2006. Depuis 2006, Colbert a été nommé chaque année dans la catégorie du meilleur scénario pour The Colbert Report et a été récompensé en 2008 et en 2010. Il est aussi nommé à l'Emmy de la meilleure série de variété et à celui de la meilleure performance individuelle. En 2012, Colbert et Stewart sont nommés au Daytime Emmy Award du meilleur programme spécial pour leur Rally to Restore Sanity and/or Fear, ainsi qu'à celui du meilleur scénario. En janvier 2010, Colbert remporte le Grammy Award du meilleur album de comédie pour le CD dérivé de A Colbert Christmas: The Greatest Gift of All!. En 2013 et 2014, The Colbert Report remporte à la fois le Primetime Emmy Award de la meilleure série de variété et celui du meilleur scénario.
Pour The Colbert Report, il reçoit trois nominations aux Television Critics Association Awards et remporte six Producers Guild of America Awards, trois Writers Guild of America Awards sur six et un Satellite Award sur cinq nominations. Sa prestation au gala des correspondants en avril 2006 lui vaut le « Gutsiest Move » (« action la plus couillue ») décerné au cours des Spike TV Guys' Choice Awards. En 2008, il est nommé « Personne de l'année » aux Webby Awards pour l'interaction entre son personnage et ses fans sur le site officiel de l'émission, « Colbert Nation », ainsi que pour sa « perception toute personnelle de la vérité sur Wikipédia ».
En 2006, les associations littéraires American Dialect Society et Merriam-Webster choisissent le néologisme « Truthiness » comme mot de l'année,, alors que The New York Times le nomme comme l'un des neuf mots ayant capturé le zeitgeist de 2005.
Stephen Colbert reçoit en avril 2008 un premier Peabody Award pour son émission. Sa réaction : « j'accepte avec fierté cette récompense, et je me vois contraint de pardonner au comité Peabody les trois années qu'il a mis à reconnaître ma grandeur ». Un second Peabody Award vient récompenser le lancement de son Super PAC en 2012,. En 2000 et 2004, il avait déjà fait partie de l'équipe gagnante de deux Peabodys pour sa contribution aux séries spéciales du Daily Show, « Indecision 2000 » et « Indecision 2004 », une parodie de couverture médiatique des campagnes électorales présidentielles.
Colbert figure dans le Time 100, classement des cent personnalités les plus influentes du monde établi par le magazine Time, en 2006 et en 2012,, ; il fait également partie de la liste des candidats au titre de la Personnalité de l'année du Time en 2010 et 2012. En mai 2006, le New York Mag le cite, avec Jon Stewart, comme l'une des douze personnalités médiatiques les plus influentes du pays. En 2007, il est nommé Personne de l'année par le Festival de comédie d'Aspen (Colorado) et remporte le Speaker of the Year Award décerné par la Cross Examination Debate Association pour son « attachement à exposer les faiblesses rhétoriques des discours politiques contemporains ».
En septembre 2006, il est nommé 2e animateur de télévision le plus sexy de Maxim Online, après la Française Mélissa Theuriau, tout en étant le seul homme de la liste, et en mai 2012, il est 69e au « Hot 100 » des cent femmes les plus attirantes du monde, et entre dans l'histoire du magazine Maxim qui l'établit en devenant le premier homme à en faire partie,. En novembre 2006, il est qualifié de « sexy surprise » au concours de l'homme le plus sexy de la planète du magazine People, prouvant que « des hommes possédant esprit et humour ont aussi du sex appeal »,. Le mois suivant, il est nommé parmi les Hommes de l'année de GQ et en 2007, l'Associated Press le nomme Célébrité de l'année. En 2013, il est second de la liste des 50 personnes les plus drôles du pays par Rolling Stone, derrière Louis C.K. et devant Tina Fey et Jon Stewart.
L'astéroïde (214476) Stephencolbert est nommé en son honneur.

### En tant que personnage

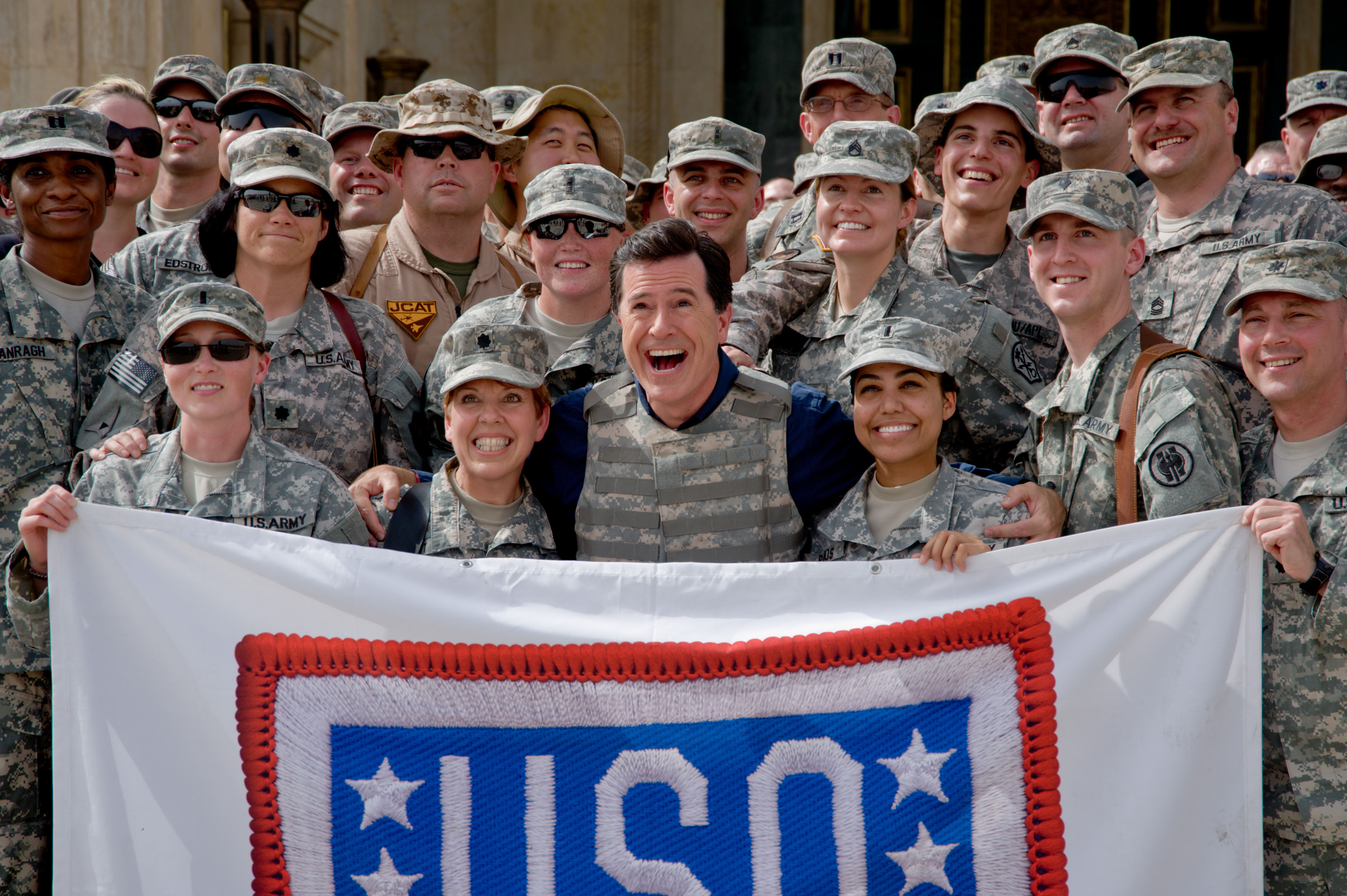
Colbert lors d'une émission spéciale du Colbert Report en Irak en 2009

En 2006, après un discours le jour de la rentrée, Stephen Colbert reçoit le titre honoraire de Doctor of Fine Arts de Knox College (il se considère depuis comme un docteur en médecine), titre auquel il rajoute « Sir » en 2009 après avoir été « anobli » par la reine Noor de Jordanie avec une réplique de l'épée d'Elendil du Seigneur des anneaux,.
En 2008, il reçoit dans son émission le titre honoraire d'« Arbitre de la moralité américaine et Défenseur de la Vaste Conspiration de Droite »,. La même année, il prononce un discours de fin d'année à l'université de Princeton, où il reçoit le Prix de la Vanité compréhensible (The Great Princeton Class of 2008 Understandable Vanity Award) assorti d'un miroir, après avoir expliqué aux étudiants qu'ils ne devaient pas changer le monde, parce que « certains d'entre nous l'aiment tel qu'il est ».
En 2012, il s'autoproclame « champion du monde poids lourd » après que Mike Tyson a annulé sa venue sur le plateau du Colbert Report et il est immortalisé en statue de cire au musée Madame Tussauds de Washington.